# تلبسية
التَّلَبْسِيَّة هو جنس من أعشاب المناطق المعتدلة في القارة الأوراسية. توجد في وسط وجنوب أورُبّة وجنوب غرب آسية وثمة نوعان مستوطنان في الصين. لقد ثبت أنها مراكم مفرط للمعادن الثقيلة مثل الزنك والكادميوم ولذلك يمكن استخدامها في مبادرات المعالجة النباتية. 